# はくちょう座RW星
はくちょう座RW星（はくちょうざRWせい）は、はくちょう座に位置する脈動変光星である。

## 概要
学名はRW Cygni（略称：RW Cyg）。550日の周期で8.05等から9.7等の間を変光する半規則型変光星である。スペクトル型がM2-M4Ia-Iabの赤色超巨星であり、変光星としての型も周期性のある赤色超巨星の脈動変光星が分類されるSRC型に分類されている。二重周期を持っているため平均光度が変動している。